# ジ・アニメ・スーパーリミックス 巨人の星
『ジ・アニメ・スーパーリミックス 巨人の星』（ジ・アニメ・スーパーリミックス きょじんのほし）は、2002年6月にカプコンが発売したPlayStation 2用のゲームソフト。

## 概要
1968年から1971年にかけて放送されたテレビアニメ『巨人の星』を題材とし、作品のハイライト映像を多数収録している。
ハイライト映像を見るには作中に設定されたミニゲームでポイントを稼ぐ必要があり、貯まったポイントとの交換でその映像を見ることができる（なお見られない状態の時はそのシーンに関する文が表示されるだけ）。
ゲーム進行にあたっては作中で声の出演を行なった古谷徹、白石冬美の両名がナビゲーションを行なう。

## 収録ミニゲーム
※タイトルは全て、実際のサブタイトルをそのまま使用（使用した話数も表記する）。ここでの表記もゲームのままのものとする。
めざせ栄光の星（第1話）
「星飛雄馬が投げたボールが壁の穴を通して、家の塀に当たって返ってくる」というシーンを再現。ボタンのタイミングが重要。
執念の男・左門（第37話）
「高校時代の左門豊作が放った打球を飛雄馬が捕る」というシーンを再現。ボタン連打で取れるかどうか決まる。
魔の鉄バット（第80話）
「花形満が大リーグボール1号打倒の特訓を行なう」というシーンを再現。ボタン連打で鉄球を打ち返せるかどうか決まる。
根性の門限やぶり（第85話）
「飛雄馬が伴宙太とともに大リーグボール1号の改良特訓を行なう」というシーンを再現。伴が要求するコースと球種によってタイミングが変わるパワー、それに揺れる50円玉に当てるコントロールが重要。
野球ロボット・オズマ（第88話）
「アームストロング・オズマの野球トレーニング」を再現。3種類のトレーニングメニューを順番にこなす。
手さぐりの青春（第95話）
「飛雄馬のゴーゴーダンス」を再現。音楽ゲームの要領でボタンのタイミングを計り、飛雄馬をうまく踊らせるか。
見えないスイング（第114話）
「星一徹コーチによるオズマへのしごき」を再現。投じたボール（3球）に振り分けられたボタンを一定時間内に押せるかどうかで、オズマが打てるかどうかが決まる。
大リーグボール二号の危機（第141話）
「左門の大リーグボール2号破り」を再現。ボールが来る前にボタン連打によるスイングで竜巻を発生させ、「見えないボール」が見えるようになるか。
大リーグボール3号（第168話）
「飛雄馬の大リーグボール3号取得」を再現。野村克也相手にタイミングよくボールを投げ、ストライクを入れられるかどうか。